# Hojjat Adeli
Hojjat Adeli da Universidade Estadual de Ohio, Columbus, foi nomeado com o grau de membro do Instituto de Engenheiros Eletricistas e Eletrônicos (IEEE) em 2012  por contribuições à inteligência computacional em engenharia de infraestrutura e também membro eleito da Associação Americana para o Avanço da Ciência. Em 2019, Hojjat Adeli foi distinguido com o Prémio Robert Moskovic atribuido pelo Comité Técnico ESIS TC12 da Sociedade Europeia de Integridade Estrutural. 